# قضیه باناخ–الوگلو
در آنالیز تابعی، قضیه باناخ-الوگلو (به انگلیسی: Banach-Alaoglu Theorem) (به آن قضیه الوگلو نیز می گویند) بیان می دارد که توپ واحد بسته از فضای دوگان یک فضای برداری نرم دار در توپولوژی ضعیف* آن فشرده است. در اثبات رایجی که از این قضیه موجود است توپ واحد را با توپولوژی ضعیف-*، بصورت یک زیرمجموعه بسته از ضرب مجموعه های فشرده در توپولوژی حاصلضربی، جایگزین می کند. از قضیه تیخونوف نتیجه می شود که این ضرب و نتیجتاً توپ واحد درون آن فشرده است.
این قضیه کاربردهایی در فیزیک جهت توصیف مجموعه حالت های جبر مشاهده پذیرها دارد، مثل زمان یه هر حالت را بتوان به صورت ترکیب خطی محدبی از حالت های اصطلاحاً خالص نوشت.